# Олейник, Борис Степанович
Борис Степанович Олейник (23 июня 1934, село Божиковцы Деражнянского района Хмельницкой области — 1 октября 1999, Киев) —  советский и украинский государственный деятель, депутат Верховного Совета УССР I созыва (1990—1994), начальник Юго-Западной железной дороги (1980—1999), президент Государственной администрации железнодорожного транспорта Украины (1991—1993).

## Биография
Родился 23 июня 1934 года в селе Божиковцы Деражнянского района Хмельницкой области в семье учителя.
В 1957 году окончил Днепропетровский институт инженеров железнодорожного транспорта по специальности «инженер путей сообщения».
В 1957—1958 годах — дежурный станции Могилев-Подольский Одесской железной дороги.
В 1958—1965 годах — начальник станции Сулятицкая, Гречаны, начальник отдела движения, заместитель начальника Жмеринского отделения Одесской железной дороги.
В 1965—1966 годах — начальник Гайворонского отделения Одесской железной дороги.
В 1966—1976 годах — начальник Конотопского отделения Юго-Западной железной дороги.
В 1976—1979 годах — главный инженер, заместитель начальника Юго-Западной железной дороги.
В 1979—1980 годах — первый заместитель начальника Юго-Западной железной дороги.
С сентября 1980 года — начальник Юго-Западной железной дороги. Под его руководством было проложено 1000 километров новых путей, электрифицировано свыше 300 километров железной дороги.
Член КПСС в 1957—1991 годах, кандидат в члены ЦК КПУ.
Депутат Верховного Совета УССР X и XI созывов.
В 1990 году был выдвинут кандидатом в народные депутаты Украины трудовыми коллективами Жмеринского вагонного депо, локомотивного депо, вагоноремонтного завода имени Первого Мая, железнодорожной станции Жмеринка, больницы Жмеринского отделения Юго-Западной железной дороги, Жмеринской дистанции пути, дирекции по обслуживанию пассажиров, колхозов «Ленинский путь» села Потоки и имени Димитрова села Сербиновцы.
18 марта 1990 года был избран депутатом Верховного Совета УССР I созыва от Жмеринского избирательного округа № 26 (Винницкая область). Член Комиссии Верховного Совета УССР по вопросам развития базовых отраслей народного хозяйства.
В 1991—1993 годах — президент Государственной администрации железнодорожного транспорта Украины.
На выборах 1994 года и 1998 года баллотировался в Верховную Раду Украины, но проиграл.
1 октября 1999 года около 19:45 Борис Степанович Олейник был застрелен в подъезде собственного дома в Киеве по улице Гончара, 62. Похоронен в Киеве на Лесном кладбище.

## Награды
- Орден Октябрьской Революции (1986).
- Заслуженный работник транспорта Украины (05.08.1997)[2].
- Орден «За заслуги» III степени (06.07.1999)[3].

## Память
21 октября 2000 года станция Дроздовка, расположенная вблизи посёлка городского типа Куликовка Черниговской области, была переименована в станцию имени Бориса Олейника и освящена согласно православному обычаю.
С начала декабря 2001 года на станции Деражня Жмеринской дирекции железнодорожных перевозок открыт музей ЮЗЖД и Бориса Степановича Олейника. Решение о создании музея принято руководством Юго-Западной железной дороги совместно с Деражнянской райгосадминистрацией. Отдельная экспозиция посвящена Б. С. Олейнику. В музее представлены его личные вещи, фотографии, документы. Одна из улиц в Деражне теперь носит имя Б. С. Олейника.